# Murles
Pel municipi francès de Murles, occità Murlas, vegeu Murlas
Els murles són un poble del Sudan del Sud i zona adjacent a la frontera, dins Etiòpia. Viuen principalment al comtat de Pibor a l'estat de Jonglei. Els dinkes els anomenen beirs (singular beir) i apareixen també com a murlis (singular murli). La seva llengua s'anomena avui dia didinga i abans murle-didinga i el parlen quatre pobles separats però amb origen comú a Etiòpia a la zona del llac Turkana. Són pastors i alguns cristians i altres animistes.
La Murle Force fou una milícia formada per l'ètnia murle, pastors i guerrers, que finalment fou atreta per la South Sudan Defence Force de Riak Machar, de base nuer. Ismael Konyi fou el seu cap, i és també major general i sultà (també va tenir un alt càrrec del govern a l'Estat de Jonglei durant el govern de coalició de 1997 a 2002). Després del 2005 van donar suport al SPLA.